# برايان كيلي (لاعب كرة قدم بريطاني)
برايان كيلي (بالإنجليزية: Brian Kelly)‏ هو لاعب كرة قدم بريطاني، ولد في 1937 في ايزلورث في المملكة المتحدة، وتوفي في مارس 2013 في Redbridge, London ‏ في المملكة المتحدة. لعب مع نادي دوفر.